# Hermansverk
Hermansverk o Leikanger és el poble més gran del municipi de Leikanger, al comtat de Sogn og Fjordane, Noruega. El poble serveix és la capital i el centre administratiu tant del municipi de Leikanger com del comtat de Sogn og Fjordane (encara que es sol referir a la capital del comtat com Leikanger, i no Hermansverk).
Originalment, hi havia dues petites aldees situades a 1,5 km de distància a la costa nord del Sognefjorden, a Leikanger. La carretera 55 connecta les dues àrees. L'església principal del municipi era a Leikanger, mentre que l'administració municipal i del comtat es trobaven a Hermansverk. Amb els anys, els dos pobles van créixer junts, i ara són un sol poble gran. El Govern es refereix a la localitat com «Hermansverk/Leikanger». L'àrea urbana també es coneix com a «Systrond».
El poble, de 1,97 quilòmetres quadrats, té una població de 2.062 habitants (2013); que dona al poble una densitat de població de 1.047 habitants per quilòmetre quadrat.